# Juantxo Arakama
Juantxo Arakama Biurrun (Tolosa, Guipúzcoa, 1989) es un músico español, conocido por ser el vocalista de la banda raggamuffin euskaldun Glaukoma. Es hijo de la destacada jurista y académica de la Universidad del País Vasco, Garbiñe Biurrun.

## Discografía

### Con Glaukoma
- Glaukoma Vol.1 (Bonberenea Ekintzak, 2012)
- Glaukoma Vol.2 (Bonberenea Ekintzak, 2013)
- Sua Zaintzen (Bonberenea Ekintzak, 2015)
- Kalima (Bonberenea Ekintzak, 2017)